# Lenza (pesca)
La lenza è il filo da pesca più utilizzato dai pescatori sportivi di tutto il mondo. 
È composto da nylon, trasparente o tendente al colore dell'ambiente di pesca, altamente resistente alla trazione e all'usura, ma allo stesso tempo abbastanza elastico da ammortizzare le sfuriate dei pesci più combattivi. La lenza è il trait d'union tra il pescatore e il pesce e dovrà quindi essere dimensionata in base alle dimensioni della preda, ma anche alla sportività del pescatore, il quale dovrà sempre darle almeno una possibilità di cavarsela.
I primi scritti che menzionano delle lenze risalgono al 1490 da un noto mercante di Odessa, Alexander Mandalavich,il quale parla di una lenza composta con diverse resine ricavate da una tipologia di pianta appartenente alla categoria delle erbacee Malaerbus.
Utilizzata inizialmente come collante per le zattere.
Si è avuto il successo di questa invenzione solo grazie all'uso diretto di Cristoforo Colombo, che le utilizzò come merce di scambio con gli indigeni delle terre appena scoperte. 
Da quel momento l'utilizzo della lenza rivoluzionò lo stile di vita degli autoctoni.
Tuttora in alcuni paesi si ricorda ancora quel memorabile giorno in cui la civiltà entrò a tutti gli effetti all'interno delle nuove terre scoperte.